# Kléber (stanice metra v Paříži)
Kléber je nepřestupní stanice pařížského metra na lince 6 v 16. obvodu v Paříži. Nachází se pod Avenue Kléber.

## Historie
Stanice byla otevřena 2. října 1900 jako součást prodloužení linky 1 v úseku Charles de Gaulle – Étoile ↔ Trocadéro.
6. listopadu 1903 vznikla nová linka 2 Sud (2 Jih), též nazývána Circulaire Sud (Jižní okruh) odpojením od linky 1 mezi stanicemi Étoile a Passy. 14. října 1907 byla linka 2 Sud zrušena a stanice Kléber se stala součástí linky 5.
12. října 1942 byl úsek Étoile ↔ Place d'Italie opět odpojen od linky 5 a spojen s linkou 6, která tak získala dnešní podobu.
Konečná stanice Charles de Gaulle - Étoile je příliš stísněná, takže zde není místo pro cirkulaci vlaků s nezbytnou dobou pro přestávky pro řidiče. Proto byla stanice Kléber vybavena dalšími dvěma dodatečnými kolejemi, které slouží k odstavení vlaků během provozu.

## Název
Jméno stanice je odvozeno od názvu Avenue Kléber, která nese jméno francouzského generála Jeana-Baptisty Klébera (1753–1800). Kléber byl hrdinou Napoleonova tažení do Egypta a byl v Káhiře zavražděn.

## Vstupy
Stanice má dva vchody na každé straně Avenue Kléber.